# Die Musik

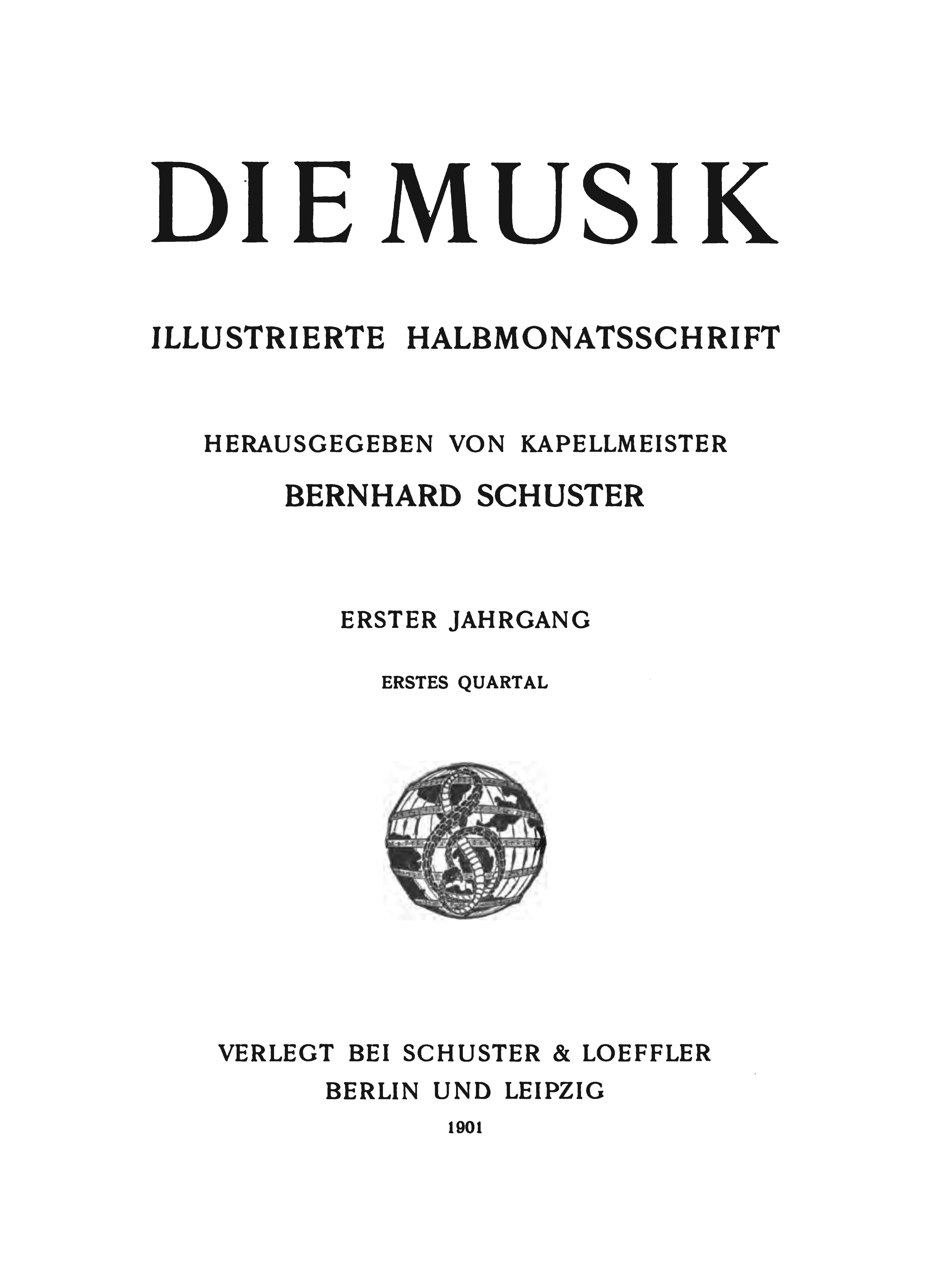
Die Musik, erste Ausgabe 1901

Die Musik war eine Musikzeitschrift, die von 1901 bis 1915 zweiwöchentlich und von 1923 bis 1943 monatlich erschien.

## Geschichte
Der Verleger, Komponist und Kapellmeister Bernhard Schuster (1870–1934) gab seit September 1901 die Zeitschrift Die Musik heraus.
Sie erschien in seinem Verlag Schuster & Loeffler in Berlin halbmonatlich.
Die Zeitschrift enthielt vor allem Berichte über Konzerte und das Musikleben sowie über einzelne Musiker und Komponisten. Es gab auch Sonderhefte über einzelne Persönlichkeiten wie Richard Wagner und Ludwig van Beethoven.
Die Musik wurde schnell zur verbreitetsten deutschsprachigen Musikzeitschrift ihrer Zeit. Sie wurde sowohl von Laien als auch von Musikspezialisten gelesen.
Von Herbst 1915 bis Herbst 1922 erschienen keine Ausgaben. Danach setzte Bernhard Schuster die Herausgabe in der Deutschen Verlags-Anstalt fort.
Seit der "Machtergreifung" des NS-Regimes stand die Zeitschrift unter dem Einfluss der offiziellen Musikpolitik (siehe auch Musik im Nationalsozialismus).
Der zweite Halbjahresband (April bis September 1934) erschien erstmals als Amtliches Organ der NS-Kulturgemeinde. Amtliches Mitteilungsblatt der Reichsjugendführung, Abteilung S., ebenso der erste und der zweite Halbjahresband 1935.
Der folgende Halbjahresband erschien erstmals als Amtliches Organ der NS-Kulturgemeinde. Amtliches Mitteilungsblatt der Berliner Konzertgemeinde (Konzertring der NS-Kulturgemeinde)
Der erste Halbjahresband (Oktober 1937 bis März 1938) erschien erstmals als Organ des Amtes für Kunstpflege beim Beauftragten des Führers für die gesamte geistige und weltanschauliche Erziehung und Schulung der NSDAP.
Der folgende Halbjahresbands erschien auch als Amtliches Mitteilungsblatt des Musikerrats im Kulturamt der Reichsstudentenführung.
Im März 1943 erschien die letzte Ausgabe. Danach gab es eine Notausgabe Musik im Kriege als Nachfolgerin mehrerer deutscher Musikzeitschriften.
Die Musik ist für die Musikgeschichtsforschung von Bedeutung, weil sie zahlreiche Informationen über einzelne Veranstaltungen und Persönlichkeiten enthält. Es gibt einen alphabetischen Personenindex am Anfang jeder Ausgabe.